# Cipondoh Makmur
Cipondoh Makmur is een bestuurslaag in het regentschap Tangerang van de provincie Banten, Indonesië. Cipondoh Makmur telt 30.380 inwoners (volkstelling 2010).